# Charly-sur-Marne
Charly-sur-Marne, do leta 2006 Charly, je naselje in občina v severnem francoskem departmaju Aisne regije Pikardije. Leta 1999 je naselje imelo 2.727 prebivalcev.

## Geografija
Kraj se nahaja v južni Pikardiji ob reki Marni 90 km južno od središča departmaja Laona.

## Administracija
Château-Thierry je sedež istoimenskega kantona, v katerega so poleg njegove vključene še občine Bézu-le-Guéry, La Chapelle-sur-Chézy, Chézy-sur-Marne, Coupru, Crouttes-sur-Marne, Domptin, L'Épine-aux-Bois, Essises, Lucy-le-Bocage, Montfaucon, Montreuil-aux-Lions, Nogent-l'Artaud, Pavant, Romeny-sur-Marne, Saulchery, Vendières, Viels-Maisons in Villiers-Saint-Denis s 13.712 prebivalci.
Kanton Charly-sur-Marne je sestavni del okrožja Château-Thierry.

## Zgodovina
Na ozemlju občine so bili najdeni ostanki rimskega mesta.
Leta 858 je bil kraj pod Karlom Plešastim dodeljen ženskemu samostanu Notre-Dame de Soissons, pod njim je ostal vse do francoske revolucije.
Leta 1652, v času verskih vojn, so hugenoti zunaj mestnega zidovja porazili vojsko kardinala Mazarina.
Med prvo svetovno vojno je Charly okupirala nemška vojska pod poveljstvom generala von Klucka. Med prvo bitko na Marni so reko pri Charlyju v protinapadu prečkale britanske ekspedicijske sile.